# Lucas Campana
Lucas Ariel Campana (Buenos Aires, 9 marzo 1993) è un calciatore argentino, attaccante del Brown (A).

## Caratteristiche tecniche
È un centravanti.

## Carriera
Cresciuto nelle giovanili dell'Huracán, ha esordito in prima squadra il 6 marzo 2015 in occasione del match di campionato pareggiato 1-1 contro il Gimnasia (LP).

## Statistiche

### Presenze e reti nei club
Statistiche aggiornate al 28 luglio 2018.
| Stagione        | Squadra         | Campionato      | Campionato | Campionato | Coppe nazionali | Coppe nazionali | Coppe nazionali | Coppe continentali | Coppe continentali | Coppe continentali | Altre coppe | Altre coppe | Altre coppe | Totale | Totale | Totale |
| Stagione        | Squadra         | Comp            | Pres       | Reti       | Comp            | Pres            | Reti            | Comp               | Pres               | Reti               | Comp        | Pres        | Reti        | Pres   | Reti   |        |
| --------------- | --------------- | --------------- | ---------- | ---------- | --------------- | --------------- | --------------- | ------------------ | ------------------ | ------------------ | ----------- | ----------- | ----------- | ------ | ------ | ------ |
| 2015            | Huracán         | PD              | 6          | 1          | CA              | 0               | 0               | CL                 | 0                  | 0                  |             | -           | -           | 6      | 1      |        |
| 2015-2016       | Dep. La Serena  | 1B              | 27         | 11         | CC              | 3               | 1               |                    | -                  | -                  |             | -           | -           | 30     | 12     |        |
| 2016-2017       | Deportes Temuco | PD              | 23         | 7          | CC              | 1               | 0               |                    | -                  | -                  |             | -           | -           | 24     | 7      |        |
| 2017            | Deportes Temuco | PD              | 8          | 1          | CC              | 1               | 0               |                    | -                  | -                  |             | -           | -           | 9      | 1      |        |
| 2018            | Deportes Temuco | PD              | 11         | 1          | CC              | 2               | 0               | CS                 | 2                  | 0                  |             | -           | -           | 13     | 1      |        |
| Totale carriera | Totale carriera | Totale carriera | 75         | 21         |                 | 7               | 1               |                    | 2                  | 0                  |             | -           | -           | 84     | 22     |        |